# Rivière du Moulin (vattendrag i Kanada, lat 45,88, long -70,62)
Rivière du Moulin är ett vattendrag i Kanada.   Det ligger i provinsen Québec, i den sydöstra delen av landet, 400 km öster om huvudstaden Ottawa.
I omgivningarna runt Rivière du Moulin växer i huvudsak blandskog. Runt Rivière du Moulin är det mycket glesbefolkat, med 3 invånare per kvadratkilometer.